# São Francisco de Paula (Minas Gerais)
São Francisco de Paula é um município brasileiro do estado de Minas Gerais. Localiza-se a uma latitude 20º42'36" sul e a uma longitude 44º59'07" oeste, estando a uma altitude de 931 metros.